# لانگ مارتون
لانگ مارتون (به انگلیسی: Long Marton) یک روستا و محله مدنی در بریتانیا است که در منطقه ادن واقع شده‌است. لانگ مارتون ۸۲۷ نفر جمعیت دارد.